# Loena 1969C
Loena 1969C of Luna E-8-5 No.402  was een ruimteschip van de Sovjet-Unie dat bij de lancering in 1969 verloren ging. Het woog 5600 kg, en was de eerste van totaal acht van zulke sondes die de bedoeling hadden maanstof te verzamelen en naar de aarde te brengen. Deze vlucht en Loena 15 waren een laatste poging de Amerikanen naar de kroon te steken.
De lancering vond op 14 juni 1969, om 04:00:07 UTC op lanceerplaats 81/24 van Kosmodroom Bajkonoer met een Proton 8K78K. De laatste trap ontstak echter niet, en daardoor bereikte het ruimtevaartuig zijn baan niet. NASA meldde terecht dat het de bedoeling was geweest een monster maanstof naar de aarde te brengen. Hun veronderstelling dat dit ook 30 april was geprobeerd (1969B) was echter niet correct.

## Appendix
Dit artikel of een eerdere versie ervan is een (gedeeltelijke) vertaling van het artikel Luna E-8-5 No. 402 op de Engelstalige Wikipedia, dat onder de licentie Creative Commons Naamsvermelding/Gelijk delen valt. Zie de bewerkingsgeschiedenis aldaar.